# Riboin Haolomim-Hineni B'yodcho (chanson)

Hineni Beyadchu (en hébreu, הנני בידך) est le titre d'une chanson hassidique interprétée par Aaron Brayer et composée par Pinchos Brayer sur un texte de prière du rabbin Meir Ha-levi Rotenberg de Opatów (1760 Pacanów - 6 juillet 1831 Opatów) en préface de son livre Or Lashomayim. Le single original est sorti en janvier 2015 et a depuis lors été repris par de nombreux interprètes, dont le célèbre chanteur hassidique Avraham Fried qui fait connaître à la chanson un succès mondial dans le judaïsme orthodoxe.

## Paroles

### Enhébreu
רִבּוֹן הָעוֹלָמִים יָדַעְתִּי, יָדַעְתִּי, יָדַעְתִּי,,,
כִּי הִנְנִי בְּיָדְךָ, בְּיָדְךָ, בְּיָדְךָ לְבַד
כִּי הִנְנִי בְּיָדְךָ, בְּיָדְךָ, בְּיָדְךָ לְבַד
כַּחֹמֶר, כַּחֹמֶר בְּיַד, בְּיַד הַיּוֹצֵר
רִבּוֹן הָעוֹלָמִים יָדַעְתִּי, יָדַעְתִּי, יָדַעְתִּי
כִּי הִנְנִי בְּיָדְךָ, בְּיָדְךָ, בְּיָדְךָ לְבַד
כִּי הִנְנִי בְּיָדְךָ, בְּיָדְךָ, בְּיָדְךָ לְבַד
כַּחֹמֶר, כַּחֹמֶר בְּיַד, בְּיַד הַיּוֹצֵר
וְאִם גַּם אֶתְאַמֵּץ בְּעֵצוֹת וְתַחְבּוּלוֹת, וְתַחְבּוּלוֹת
וְכָל יוֹשְׁבֵי תֵבֵל יַעַמְדוּ לִימִינִי לְהוֹשִׁיעֵנִי וְלִתְמֹךְ נַפְשִׁי
מִבַּלְעֲדֵי, מִבַּלְעֲדֵי עֻזְּךָ וְעֶזְרָתְךָ
אֵין, אֵין, אֵין עֶזְרָה וִישׁוּעָה
אֵין, אֵין, אֵין עֶזְרָה וִישׁוּעָה

### Translitérationde l'hébreu
La translitération suit la prononciation ashkénaze utilisée par Avraham Fried : 
Riboin Haolomim Yodati Yodati Yodati
Ki Hineni Beyodeha Beyodeha Beyodeha Levad
Ki Hineni Beyodeha Beyodeha Beyodeha Levad
Kachoimer Kachoimer Beyad Beyad Hayotzeir
Riboin Haolomim Yodati Yodati Yodati
Ki Hineni Beyodeha Beyodeha Beyodeha Levad
Ki Hineni Beyodeha Beyodeha Beyodeha Levad
V'im Gam Esametz B'eitsos Vesachbilos, Vesachbilos
Vechol Yoshvei Seveil Yamdu L'yemini Lehoshieini V'lismoich Nafshi
Mibaladei Mibaladei Uzcho V'ezrascho
Ein Ein Ein Ezrah V'yeshua
Ein Ein Ein Ezrah V'yeshua

### Traductionenfrançais
Créateur de l'univers, je le sais, je le sais, je le sais
Que je ne suis dans Ta main, dans Ta main, dans Ta main, uniquement
Que je ne suis dans Ta main, dans Ta main, dans Ta main, uniquement
Comme l'argile, comme l'argile, dans la main, dans la main du potier
Créateur de l'univers, je le sais, je le sais, je le sais
Que je ne suis dans Ta main, dans Ta main, dans Ta main, uniquement
Que je ne suis dans Ta main, dans Ta main, dans Ta main, uniquement
Comme l'argile, comme l'argile, dans la main, dans la main du potier
Et même si je faisais l'effort d'user de conseils et d'astuces
Et toutes les ressources humaines du monde se tenaient à ma disposition
Pour me sauver et me soutenir
En l'absence, en l'absence de Ta glorieuse force et de Ton aide
Il n'y a, il n'y a, il n'y a ni secours ni salut
Il n'y a, il n'y a , il n'y a ni secours ni salut